# Revoluciones burguesas

La Liberté guidant le peuple (La Libertad guiando al pueblo), por Eugène Delacroix (1830), Museo del Louvre, Francia.

Las revoluciones burguesas son un concepto historiográfico originado por la escuela del materialismo histórico o marxismo, que se utiliza para manifestar que el componente social dominante en un movimiento revolucionario corresponde a la burguesía.
Aunque pueden remontarse al mismo nacimiento de la clase burguesa en las ciudades europeas y medievales, el concepto suele restringirse a los ciclos revolucionarios que sucedieron desde finales del siglo XVIII y que en su definición política se conocen como Revolución Liberal. Su principal ejemplo fue la Revolución francesa (1789), seguido en distintos momentos por los demás países europeos (revolución de 1820, revolución de 1830, revolución de 1848) o americanos (Independencia de la América Hispana), la Independencia de Estados Unidos (aunque esta es un poco  anterior a la francesa en 1776) hasta la Primera Guerra Mundial (1914-1918), que acaba definitivamente con los últimos recuerdos del Antiguo Régimen; notablemente en Rusia con la Revolución de febrero de 1917, que solo precede en pocos meses a la Revolución de Octubre, que se clasifica ya como revolución socialista y proletaria.
Según esa concepción materialista de la historia (muy matizada desde mediados del siglo XX incluso por la propia historiografía materialista), los intereses de la burguesía se manifestaron en la superestructura político-ideológica por las ideas de la Ilustración, que hablaban de libertad y derechos en oposición al absolutismo y la sociedad estamental; y de libre mercado frente a las restricciones del modo de producción feudal. La ideología burguesa no se restringe a esa clase, sino que se extiende por el cuerpo social, tanto en el conjunto de la población dominada (mucho más numerosa por incluir a todos los no privilegiados), así como a elementos individuales de los estamentos privilegiados (nobleza y clero), e incluso en algunos casos al aparato mismo del poder de la monarquía absoluta, que se veía a sí misma como despotismo ilustrado.
Símbolo de la alternativa social y política, la Toma de la Bastilla (con mayor repercusión que la anterior Declaración de Independencia de los Estados Unidos) había demostrado la posibilidad de una emancipación
vista con temor por toda la aristocracia europea, al tiempo que con esperanza por los partidarios de los cambios revolucionarios que iban a acabar con los obstáculos que impedían a la burguesía el libre desarrollo de la fuerza productiva de su capital, le negaban el ascenso social y le imposibilitaba el ejercicio del poder político.
Tras el prolongado proceso histórico de la revolución burguesa, esta clase reemplazó como clase dominante a los señores feudales, fusionándose d  en una nueva élite social, de la que formarán parte tanto la alta nobleza como la alta burguesía. Las revoluciones burguesas incluyeron y se simultanearon con el proceso de industrialización y la transformación de la sociedad preindustrial en sociedad industrial, un cambio verdaderamente revolucionario que ha merecido el nombre de Revolución industrial. Ambas revoluciones, política y económica, son inseparables de la revolución social que es el proceso de dominación burguesa.

## Revoluciones burguesas en la Edad Media
Aunque con mucha menos difusión, también  han recibido el nombre de revolución burguesa algunos movimientos sociales de la Baja Edad Media europea, en que la burguesía comienza a definirse en las nacientes ciudades como clase social dentro del estamento de los no privilegiados o Tercer Estado y en oposición con los privilegiados (nobleza y clero). Es debatido si a estos episodios, cuya profundidad y grado de éxito en la transformación social son diferentemente valorados por los historiadores, les conviene más el nombre de revuelta o de revolución. En cualquier caso, el predominio del modo de producción feudal no estuvo en discusión, ya que la parte de la economía en la que desenvolvían sus actividades los mercaderes y artesanos era claramente marginal frente al abrumador predominio de las actividades agrarias. Lo mismo puede decirse para la mayor parte de los países europeos en todo el periodo posterior, denominado Antiguo Régimen y que se prolonga por toda la Edad Moderna, a excepción de casos singulares.

## La burguesía en transición
El delicado papel social de la burguesía en la transición del feudalismo al capitalismo y su relación con la ascendente monarquía autoritaria ha sido particularmente objeto de debate historiográfico dentro de la escuela materialista, sobre todo por el grupo de historiadores marxistas británicos, y la francesa escuela de Annales, desde los años cuarenta y cincuenta del siglo XX.
De hecho, la burguesía distó mucho de ser una clase revolucionaria, más allá de la función que sus actividades económicas tuvieron como disolventes del modo de producción feudal. Más bien supuso una pieza clave en el ascenso de las monarquías, de las que era el principal apoyo económico a través de los impuestos y una de las extracciones principales (junto con la baja nobleza) del reclutamiento de la burocracia. En buena parte de Europa se produjo una gran acomodación de la burguesía a las condiciones económicas, sociales y políticas del Antiguo Régimen; lo que ha llegado a denominarse traición de la burguesía (expresión que hay que entender desde un modelo historiográfico que espera de ella una función histórica predeterminada).

## Revoluciones burguesas en la Edad Moderna
Los movimientos sociales de la Edad Moderna, sobre todo los vinculados a la Reforma protestante, pero también otros, se han entendido también como una precoz preposiciones burguesa que en algunos casos fue exitosa. Claramente en el caso de la revuelta de Flandes contra el dominio español, que añadía el componente nacionalista al religioso, aunque el componente social era claramente visible. De igual forma puede entenderse a la Revolución inglesa. Otros casos, como la guerra de las Comunidades de Castilla o la Fronda francesa (ambos fracasados), han tenido muy distinta interpretación en cuanto a su componente social.

Las revoluciones que implicaban una coalición de clases se ajustan más a los modelos marxistas clásicos, pero en ellas hay que incluir muchos conflictos en los que tomaban parte elementos importantes de las clases dirigentes. En ese modelo hay que incluir la fronda francesa, la rebelión neerlandesa contra España y las grandes revoluciones inglesa, francesa y rusa.
 Charles Tilly Las revoluciones europeas, 1492-1992